# Charles Mertens
Pour l’article homonyme, voir Mertens.
Charles Mertens, né à Anvers le 14 avril 1865 et mort à Calverley, banlieue de la cité de Leeds, Yorkshire de l'Ouest, Angleterre, le 20 février 1919, est un peintre, un dessinateur, un graveur aquafortiste, un décorateur et illustrateur belge.
Son vaste champ pictural couvre essentiellement les scènes de genre, les portraits, les paysages et les marines. Il est admis, en 1884, en qualité de membre du cercle artistique Als ik Kan et devient, en 1891, l'un des douze fondateurs du groupe Les XIII.

## Biographie

### Famille
Charles (Carolus Josephus) Mertens, né à Anvers, Groote Markt, no 4, le 14 avril 1865, est le fils légitimé de Johannes Josephus Augustinus Mertens (1842-1909), orfèvre, et de Maria Catharina Josepha Vander Poel (1839-1914), tous deux natifs d'Anvers, où ils se sont mariés le 9 février 1867,. Charles Mertens épouse à Royston, Hertfordshire, Angleterre, le 9 avril 1915 Huberta Emilia Maria Vinck, née à Anvers le 12 avril 1877.

### Formation
Après une formation d'orfèvre dans l'atelier de son père, où il ne se plaît guère à graver des bijoux, Charles Mertens travaille quelque temps dans le bureau commercial d'Armand Peltzer, où il ne montre aucune motivation. Son père l'autorise donc à devenir étudiant, de 1876 à 1885, à l'Académie royale des beaux-arts d'Anvers, où il a, notamment comme professeur Charles Verlat, lequel remarque que Charles Mertens a une « vraie patte de peintre »,,.

### Carrière
Charles Mertens est, en 1884, admis en qualité de membre du cercle artistique Als ik Kan, créé l'année précédente, et y demeure jusqu'en 1892. En 1886, il est nommé professeur à l'Académie d'Anvers,.
Il expose régulièrement aux salons triennaux belges : au Salon de Bruxelles de 1884, au Salon d'Anvers de 1885, au Salon de Gand de 1886, au Salon de Bruxelles de 1887 et au Salon d'Anvers de 1888 ; de même qu'au Salon des artistes français à Paris en 1888.
En 1891, Charles Mertens devient l'un des douze membres fondateurs du groupe Les XIII et expose dès leur premier salon,,. La Sécession de Munich, association d'artistes créée, deux ans auparavant, en réaction à l'académisme, le compte parmi ses membres correspondants en 1904, année où il expose au premier salon de La Libre Esthétique. En 1905, il est l'un des fondateurs du cercle artistique anversois L'Art Contemporain (Kunst van Heden). Peu après, en 1907, il participe au programme décoratif ornant l'opéra royal d'Anvers.
Lors de la Première Guerre mondiale, Charles Mertens réside et réalise des paysages à Calverley, banlieue de la cité de Leeds, en Angleterre. Il y meurt, à l'âge de 53 ans, le 20 février 1919.

## Œuvres

### Caractéristiques
Son vaste champ pictural couvre essentiellement les scènes de genre, les portraits, les paysages et les marines. Il est également aquafortiste et réalise des lithographies d'après les anciens maîtres de l'école hollandaise.
Selon Émile Verhaeren, en 1892, Charles Mertens est favorablement remarqué lors des expositions d'Als ik Kan, parvenant à la réalisation la plus complète. À la suite d'Henri de Braekeleer, il s'applique à l'évocation minutieusement détaillée de la vie des intérieurs familiaux, comme dans son Portrait de ma mère et son Goutteux, dans lesquels il met un sentiment sobre et contenu, valorisé par l'harmonie de teintes discrètes.

### Réception critique

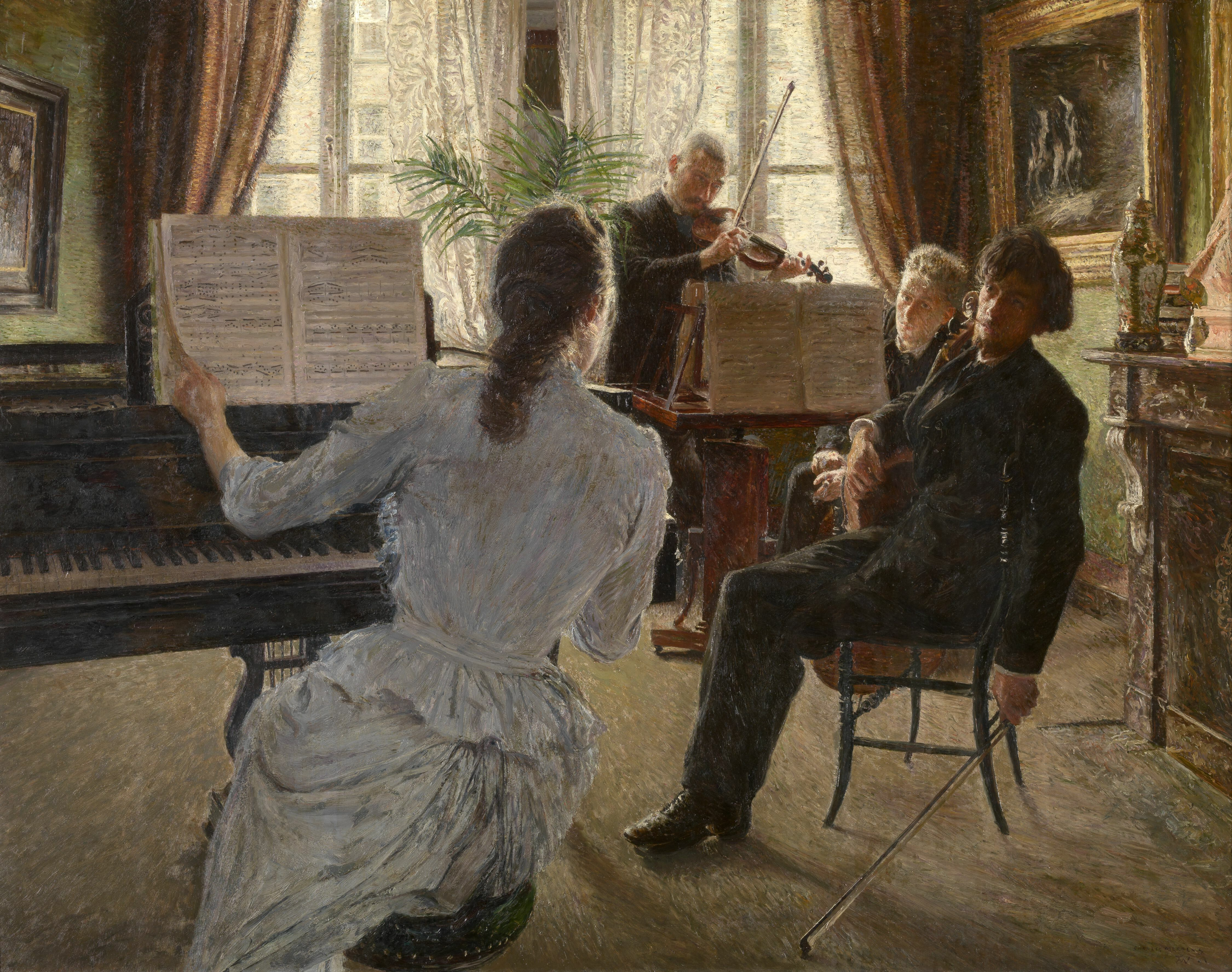
Le Quatuor (1891).

En 1894, dans son article consacré à Charles Mertens, l'écrivain Pol de Mont souligne l'évolution de l'art du peintre qui se dirige vers le luminisme et le pointillisme : 

« En peignant, en 1891, Le Quatuor, Charles Mertens démontre qu'il n'est pas nécessaire de recourir aux teintes pâles et grises pour être luministe. Mertens a eu recours à la méthode du pointillisme et réussit, ce qu'auparavant était ignoré, à donner une telle solidité aux objets et un tel modelé aux figures charmant. […] Son Quatuor n'est pas un chef-d'œuvre, la perspective laissant à désirer, mais comme ce tableau est beau : le violoniste est illuminé, la posture de la dame est vraie et la lumière qui englobe tout est merveilleuse et brillante. »

### Expositions

#### Expositions triennales belges
- Salon de Bruxelles de 1884 : De Herschilder[8].
- Salon d'Anvers de 1885[9].
- Salon de Gand (XXXIII) de 1886 : En convalescence et Le Célibataire[10].
- Salon de Bruxelles de 1887 : Le Savetier, En convalescence et À l'atelier[11].
- Salon d'Anvers de 1888 : Le Savetier et Un cour de peinture[12].
- Salon d'Anvers de 1891 : Intérieur chez Mr J.V.R. et Une première lecture[21].
- Salon de Gand (XXXV) de 1892 : Sur l'Escaut et Cabine[22].
- Salon de Bruxelles de 1893 : L'Ivrogne, acquis par le gouvernement pour les musées de l'État[23],[24].
- Salon de Gand (XXXVI) de 1895 : Jeu de la couronne et À la Renommée, friture[25].
- Salon d'Anvers de 1898 : Eau miroitante - soir et Les Veuves[26].
- Salon de Gand (XXXVII) de 1899 : Le Jour de congé, Les trois femmes et dix aquarelles[27].

#### Autres expositions belges
- Exposition de Als ik Kan (III) en août 1884 : Dans l'entrée du château d'eau[28].
- Exposition de Als ik Kan (V) en mai 1885 : La Cour[29].
- Exposition de Als ik Kan (VI) en octobre 1885 : L'Atelier[30].
- Exposition de Als ik Kan (XII) en avril 1887 : Saint-Marceau[31].
- Exposition de Als ik Kan (XXIV) en octobre 1890 : deux études[32].
- Première exposition du groupe Les XIII en 1891 : des peintures d'intérieurs[16].
- Exposition de Als ik Kan (XXV) du 14 novembre au 29 novembre 1891 : Portrait de ma mère et Le Goutteux[19].
- Exposition du groupe Les XIII de 1892 : Légumes[33].
- Première exposition de La Libre Esthétique en 1894 : Ferme, Portrait, Zélandaises et un dessin, Tête d'homme[18].

#### Expositions européennes et internationales
- Salon des artistes français à Paris en 1888 : Le Savetier[13].
- Exposition universelle de Paris de 1889 : médaille de bronze[4].
- Exposition universelle de 1894 à Anvers : Le Jeu de la couronne[34].
- Exposition des arts anciens et modernes de Bordeaux en 1895 (XIII) : Sur l'Escaut et Visite aux pauvres[35].

#### Collections muséales
- La Famille zélandaise, inventaire no 3632, format 179 × 250cm, acquise de l'artiste en 1902, aux Musées royaux des Beaux-Arts de Belgique (Bruxelles)[36] ;
- Portrait du peintre anversois Jules Lambeaux (1885), inventaire no 3058, format 52 × 64cm, gagné par l'Etat à la tombola de l'Exposition des Beaux-Arts, Bruxelles, 1887, aux Musées royaux des Beaux-Arts de Belgique (Bruxelles)[37] ;
- 37 œuvres, dont des peintures : L'Atelier du peintre (1884), Jeu de couronnes, Pêcheur dans sa barque au clair de lune, La Fileuse (1889), Trio (1891), Couple zélandais, La Cabine (1893) Le Cabaret rouge (1894) Le Marchand de gaufres (1895), Le Peintre Frans Van Leemputten (1913), Neige sur Linkeroever, Soir à Royston, Jardin à Calverley, et des études au Musée royal des Beaux-Arts d'Anvers[38].

### Galerie d'œuvres

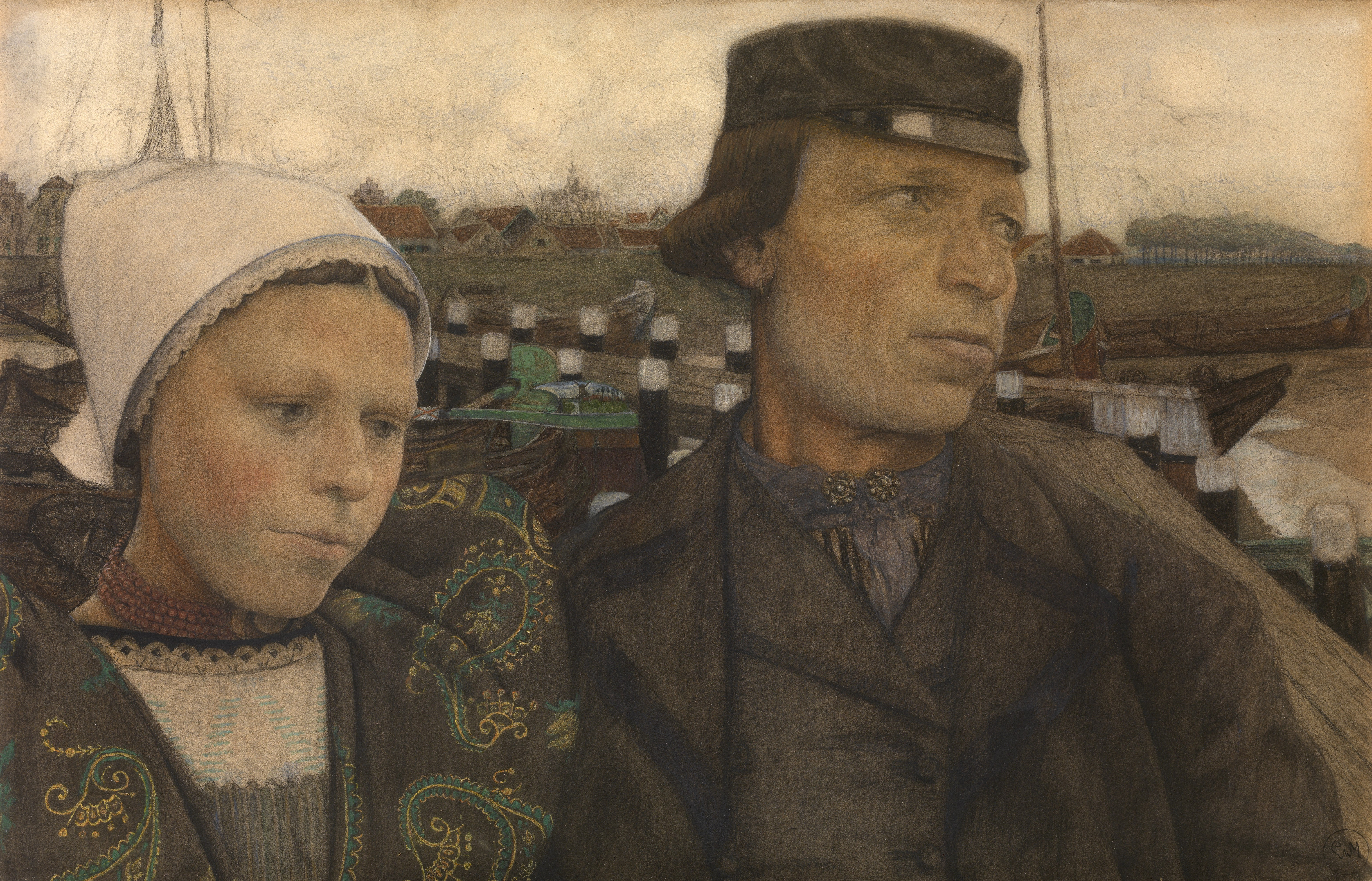
Couple de Zélande, pastel sur papier (1890)..
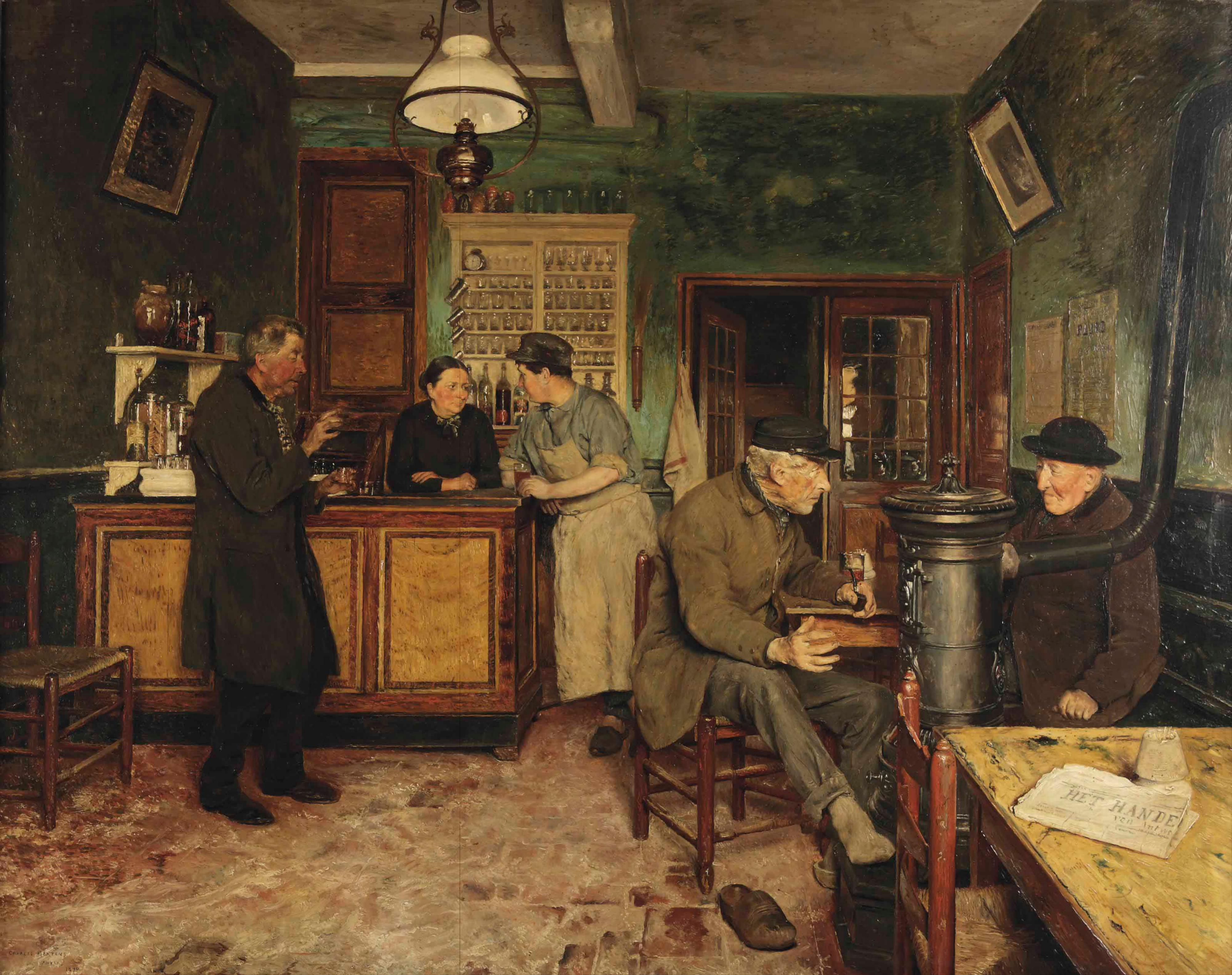
Le Cabaret (1890)..
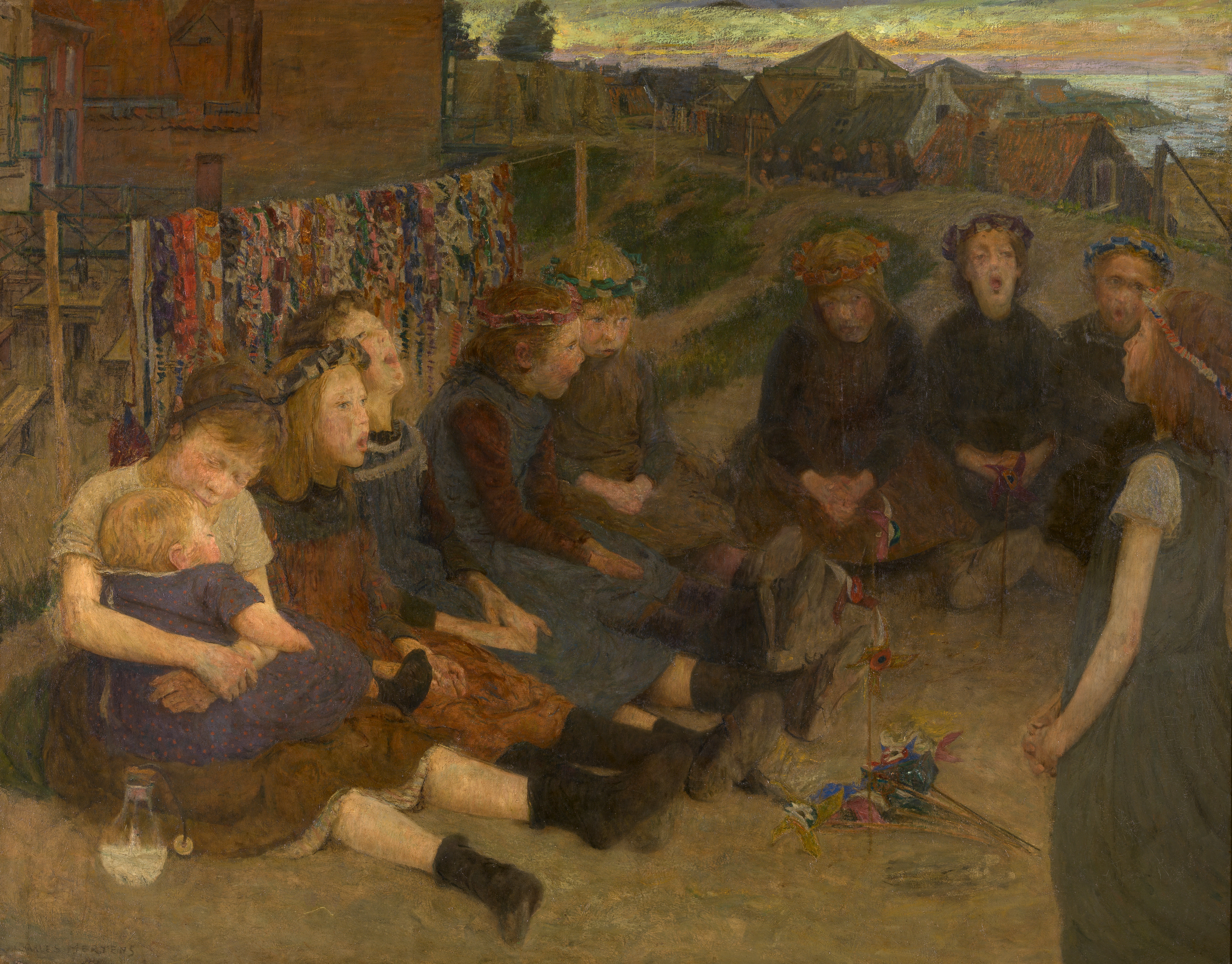
Le Jeu de la Couronne (1894)..
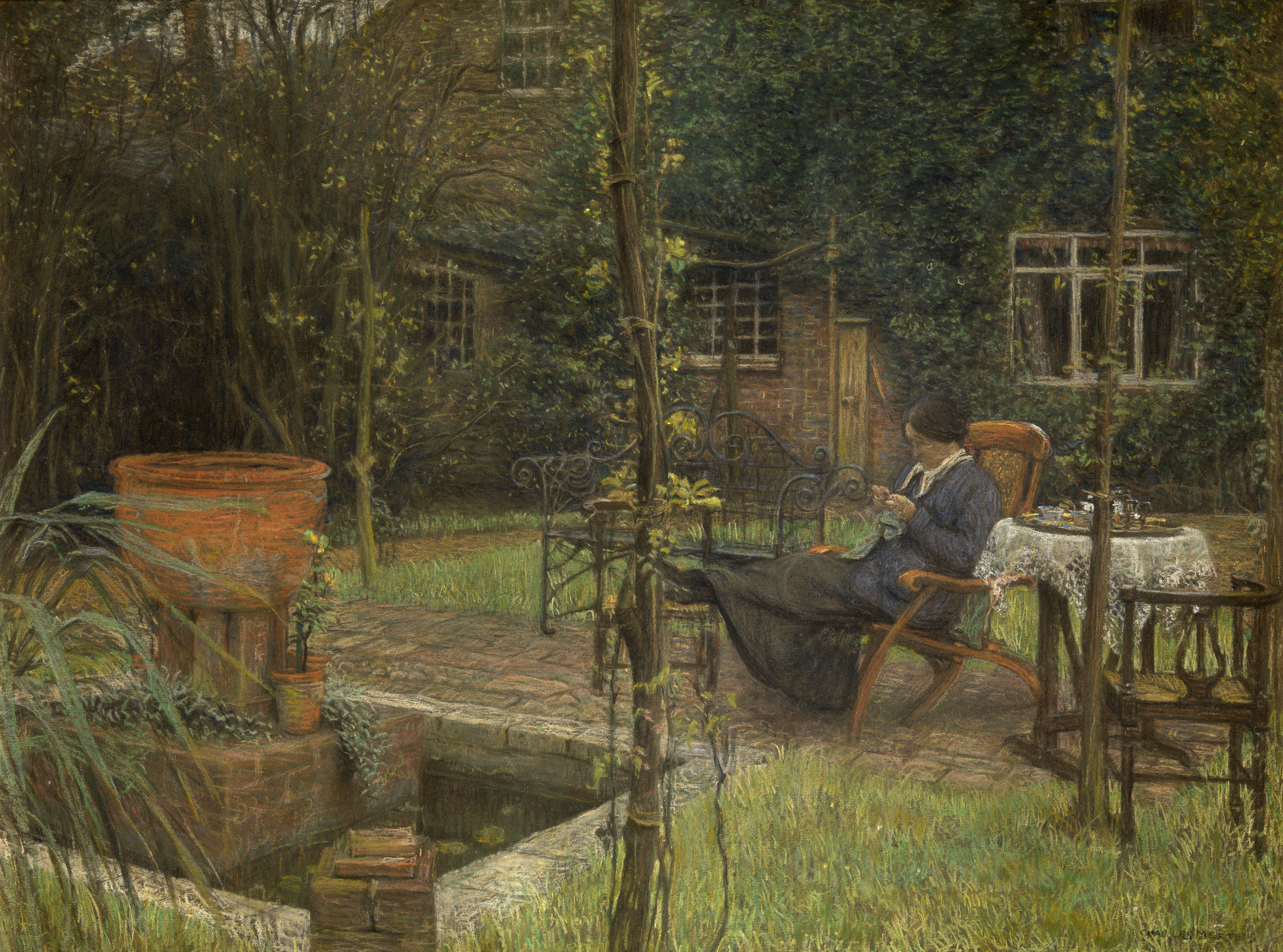
Jardin à Calverley (vers 1915)..

## Distinction
- Chevalier de l'ordre de Léopold[4].